# Coppa Italia Serie C 2005-2006
La Coppa Italia di Serie C 2005-2006 è stata la venticinquesima edizione di quella che oggi si chiama Coppa Italia Lega Pro. Il vincitore è stato il Gallipoli che si è aggiudicato il trofeo per la sua prima volta nella storia battendo la Sanremese nella finale a doppia sfida.

## La formula
Vengono ammesse alla competizione tutte le squadre che risultano regolarmente iscritte ad un campionato di Serie C.
La competizione si divide in due fasi:
- Fase eliminatoria a gironi: vi partecipano le 48 squadre di serie C1 e serie C2 che non prendono parte alla Coppa Italia maggiore. Le 48 squadre sono suddivise in 6 gironi da 5 squadre e 3 gironi da 6 squadre. Si giocano partite di sola andata e vengono ammesse al turno successivo le prime tre di ogni girone.
- Fase ad eliminazione diretta: alle 27 qualificate tramite la fase eliminatoria, si uniscono le 27 squadre che hanno preso parte alla Coppa Italia di A e B, per avere un totale di 54 società partecipanti alla prima fase finale. Alle 27 qualificate di questo fase di qualificazione ai sedicesimi di finale, si aggiungono altre 5 squadre (Frosinone, Genoa, Napoli, Pavia e Spezia) per dar vita ai sedicesimi di finale. Tutte le partite della seconda fase si giocano con il criterio della doppia gara (andata e ritorno) con i canonici criteri per la determinazione della squadra vincente alla fine del doppio scontro, per dar vita, via via a sedicesimi, ottavi, quarti e semifinali, quindi le due finali.

## Fase eliminatoria a gironi

### Girone A
| Squadra         | P.ti | G | V | N | P | GF | GS | DR |
| --------------- | ---- | - | - | - | - | -- | -- | -- |
| 1. Novara       | 15   | 5 | 5 | 0 | 0 | 11 | 5  | +6 |
| 2. Sanremese    | 10   | 5 | 3 | 1 | 1 | 6  | 4  | +2 |
| 3. Pro Vercelli | 5    | 5 | 1 | 2 | 2 | 2  | 3  | -1 |
| 4. Cuneo        | 5    | 5 | 1 | 2 | 2 | 5  | 6  | -1 |
| 5. Casale       | 3    | 5 | 0 | 3 | 2 | 1  | 4  | -3 |
| 6. Ivrea        | 2    | 5 | 0 | 2 | 3 | 1  | 4  | -3 |

| 17 agosto 2005, ore 17:00 1ª giornata | Casale           | 0 – 0 | Ivrea | \| Arbitro: \| Zanchin (Biella) \| |
| Arbitro:                              | Zanchin (Biella) |       |       |                                    |

| 17 agosto 2005, ore 17:00 1ª giornata | Novara                 | 2 – 0 | Sanremese | \| Arbitro: \| Gallione (Alessandria) \| |
| Arbitro:                              | Gallione (Alessandria) |       |           |                                          |

| 18 agosto 2005, ore 18:00 1ª giornata | Cuneo             | 0 – 1 | Pro Vercelli | \| Arbitro: \| Tasso (La Spezia) \| |
| Arbitro:                              | Tasso (La Spezia) |       |              |                                     |

| 21 agosto 2005, ore 17:00 2ª giornata | Ivrea           | 1 – 2 | Novara | \| Arbitro: \| Vuoto (Livorno) \| |
| Arbitro:                              | Vuoto (Livorno) |       |        |                                   |

| 21 agosto 2005, ore 20:30 2ª giornata | Pro Vercelli       | 0 – 0 | Casale | \| Arbitro: \| Baracani (Firenze) \| |
| Arbitro:                              | Baracani (Firenze) |       |        |                                      |

| 21 agosto 2005, ore 17:00 2ª giornata | Sanremese         | 2 – 2 | Cuneo | \| Arbitro: \| Vivenzi (Brescia) \| |
| Arbitro:                              | Vivenzi (Brescia) |       |       |                                     |

| 24 agosto 2005, ore 17:00 3ª giornata | Cuneo       | 1 – 0 | Ivrea | \| Arbitro: \| Bo (Genova) \| |
| Arbitro:                              | Bo (Genova) |       |       |                               |

| 24 agosto 2005, ore 17:00 3ª giornata | Novara                      | 2 – 1 | Casale | \| Arbitro: \| Tomasi (Bassano del Grappa) \| |
| Arbitro:                              | Tomasi (Bassano del Grappa) |       |        |                                               |

| 24 agosto 2005, ore 20:30 3ª giornata | Pro Vercelli        | 0 – 1 | Sanremese | \| Arbitro: \| Gervasoni (Mantova) \| |
| Arbitro:                              | Gervasoni (Mantova) |       |           |                                       |

| 31 agosto 2005, ore 17:00 4ª giornata | Casale        | 0 – 0 | Cuneo | \| Arbitro: \| Melfi (Parma) \| |
| Arbitro:                              | Melfi (Parma) |       |       |                                 |

| 31 agosto 2005, ore 17:00 4ª giornata | Ivrea            | 0 – 1 | Sanremese | \| Arbitro: \| Lioce (Molfetta) \| |
| Arbitro:                              | Lioce (Molfetta) |       |           |                                    |

| 31 agosto 2005, ore 17:00 4ª giornata | Novara              | 2 – 1 | Pro Vercelli | \| Arbitro: \| Zanichelli (Genova) \| |
| Arbitro:                              | Zanichelli (Genova) |       |              |                                       |

| 7 settembre 2005, ore 17:00 5ª giornata | Cuneo                 | 2 – 3 | Novara | \| Arbitro: \| Buonocore (Nichelino) \| |
| Arbitro:                                | Buonocore (Nichelino) |       |        |                                         |

| 7 settembre 2005, ore 17:00 5ª giornata | Pro Vercelli           | 0 – 0 | Ivrea | \| Arbitro: \| Gallione (Alessandria) \| |
| Arbitro:                                | Gallione (Alessandria) |       |       |                                          |

| 7 settembre 2005, ore 17:00 5ª giornata | Sanremese           | 2 – 0 | Casale | \| Arbitro: \| Beretta (Treviglio) \| |
| Arbitro:                                | Beretta (Treviglio) |       |        |                                       |

### Girone B
| Squadra        | P.ti | G | V | N | P | GF | GS | DR |
| -------------- | ---- | - | - | - | - | -- | -- | -- |
| 1. Legnano     | 9    | 4 | 3 | 0 | 1 | 6  | 3  | +3 |
| 2. Montichiari | 8    | 4 | 2 | 2 | 0 | 5  | 3  | +2 |
| 3. Südtirol    | 5    | 4 | 1 | 2 | 1 | 6  | 5  | +1 |
| 4. Pergocrema  | 2    | 4 | 1 | 1 | 2 | 6  | 5  | +1 |
| 5. Carpenedolo | 2    | 4 | 0 | 2 | 2 | 4  | 6  | -2 |

| 17 agosto 2005, ore 20:30 1ª giornata | Montichiari                    | 1 – 0 | Legnano | \| Arbitro: \| Corletto (Castelfranco Veneto) \| |
| Arbitro:                              | Corletto (Castelfranco Veneto) |       |         |                                                  |

| 17 agosto 2005, ore 20:30 1ª giornata | Pergocrema                   | 2 – 2 | Carpenedolo | \| Arbitro: \| Manera (Castelfranco Veneto) \| |
| Arbitro:                              | Manera (Castelfranco Veneto) |       |             |                                                |

| 21 agosto 2005, ore 17:00 2ª giornata | Carpenedolo        | 1 – 1 | Südtirol | \| Arbitro: \| Grazioli (Maniago) \| |
| Arbitro:                              | Grazioli (Maniago) |       |          |                                      |

| 21 agosto 2005, ore 17:00 2ª giornata | Legnano            | 1 – 0 | Pergocrema | \| Arbitro: \| Spadaccini (Vasto) \| |
| Arbitro:                              | Spadaccini (Vasto) |       |            |                                      |

| 24 agosto 2005, ore 20:30 3ª giornata | Pergocrema             | 2 – 2 | Montichiari | \| Arbitro: \| Liotta (Caltanissetta) \| |
| Arbitro:                              | Liotta (Caltanissetta) |       |             |                                          |

| 24 agosto 2005, ore 20:30 3ª giornata | Südtirol         | 1 – 3 | Legnano | \| Arbitro: \| Giglioni (Siena) \| |
| Arbitro:                              | Giglioni (Siena) |       |         |                                    |

| 31 agosto 2005, ore 17:00 4ª giornata | Legnano        | 2 – 1 | Carpenedolo | \| Arbitro: \| Orsato (Schio) \| |
| Arbitro:                              | Orsato (Schio) |       |             |                                  |

| 31 agosto 2005, ore 20:30 4ª giornata | Montichiari          | 1 – 1 | Südtirol | \| Arbitro: \| Zanardo (Conegliano) \| |
| Arbitro:                              | Zanardo (Conegliano) |       |          |                                        |

| 7 settembre 2005, ore 17:00 5ª giornata | Carpenedolo     | 0 – 1 | Montichiari | \| Arbitro: \| De Toni (Schio) \| |
| Arbitro:                                | De Toni (Schio) |       |             |                                   |

| 7 settembre 2005, ore 17:00 5ª giornata | Südtirol                       | 3 – 0 | Pergocrema | \| Arbitro: \| Corletto (Castelfranco Veneto) \| |
| Arbitro:                                | Corletto (Castelfranco Veneto) |       |            |                                                  |

### Girone C
| Squadra                 | P.ti | G | V | N | P | GF | GS | DR |
| ----------------------- | ---- | - | - | - | - | -- | -- | -- |
| 1. Bassano Virtus       | 10   | 4 | 3 | 1 | 0 | 6  | 3  | +3 |
| 2. Bellaria Igea Marina | 7    | 4 | 2 | 1 | 1 | 5  | 2  | +3 |
| 3. Sassuolo             | 6    | 4 | 2 | 0 | 2 | 6  | 5  | +1 |
| 4. Castel San Pietro    | 3    | 4 | 1 | 0 | 3 | 4  | 7  | -3 |
| 5. Portogruaro          | 3    | 4 | 1 | 0 | 3 | 2  | 6  | -4 |

| 17 agosto 2005, ore 20:30 1ª giornata | Portogruaro-Summaga               | 0 – 1 | Bassano Virtus | \| Arbitro: \| Candussio (Cervignano del Friuli) \| |
| Arbitro:                              | Candussio (Cervignano del Friuli) |       |                |                                                     |

| 17 agosto 2005, ore 17:00 1ª giornata | Sassuolo         | 0 – 1 | Bellaria Igea Marina | \| Arbitro: \| Bagalini (Fermo) \| |
| Arbitro:                              | Bagalini (Fermo) |       |                      |                                    |

| 21 agosto 2005, ore 17:00 2ª giornata | Bassano Virtus  | 2 – 1 | Castel San Pietro | \| Arbitro: \| Salati (Trento) \| |
| Arbitro:                              | Salati (Trento) |       |                   |                                   |

| 21 agosto 2005, ore 17:00 2ª giornata | Bellaria Igea Marina                | 0 – 1 | Portogruaro-Summaga | \| Arbitro: \| Borracci (San Benedetto del Tronto) \| |
| Arbitro:                              | Borracci (San Benedetto del Tronto) |       |                     |                                                       |

| 24 agosto 2005, ore 20:30 3ª giornata | Castel San Pietro | 0 – 3 | Bellaria Igea Marina | \| Arbitro: \| De Toni (Schio) \| |
| Arbitro:                              | De Toni (Schio)   |       |                      |                                   |

| 24 agosto 2005, ore 20:30 3ª giornata | Portogruaro-Summaga | 1 – 3 | Sassuolo | \| Arbitro: \| Burdin (Cormons) \| |
| Arbitro:                              | Burdin (Cormons)    |       |          |                                    |

| 31 agosto 2005, ore 17:00 4ª giornata | Bellaria Igea Marina | 1 – 1 | Bassano Virtus | \| Arbitro: \| Zega (Fermo) \| |
| Arbitro:                              | Zega (Fermo)         |       |                |                                |

| 31 agosto 2005, ore 17:00 4ª giornata | Sassuolo                | 2 – 1 | Castel San Pietro | \| Arbitro: \| Zanzi (Lugo di Romagna) \| |
| Arbitro:                              | Zanzi (Lugo di Romagna) |       |                   |                                           |

| 7 settembre 2005, ore 17:00 5ª giornata | Bassano Virtus     | 2 – 1 | Sassuolo | \| Arbitro: \| Grazioli (Maniago) \| |
| Arbitro:                                | Grazioli (Maniago) |       |          |                                      |

| 7 settembre 2005, ore 17:00 5ª giornata | Castel San Pietro | 2 – 0 | Portogruaro-Summaga | \| Arbitro: \| Melfi (Parma) \| |
| Arbitro:                                | Melfi (Parma)     |       |                     |                                 |

### Girone D
| Squadra          | P.ti | G | V | N | P | GF | GS | DR |
| ---------------- | ---- | - | - | - | - | -- | -- | -- |
| 1. Montevarchi   | 9    | 5 | 2 | 3 | 0 | 5  | 3  | +2 |
| 2. Castelnuovo   | 8    | 5 | 2 | 2 | 1 | 4  | 3  | +1 |
| 3. Sansovino     | 8    | 5 | 2 | 2 | 1 | 5  | 2  | +3 |
| 4. CuoioCappiano | 5    | 5 | 1 | 2 | 2 | 2  | 2  | 0  |
| 5. Prato         | 5    | 5 | 0 | 5 | 0 | 3  | 6  | -3 |
| 6. Carrarese     | 2    | 5 | 0 | 2 | 3 | 4  | 6  | -3 |

| 17 agosto 2005, ore 20:30 1ª giornata | Carrarese             | 0 – 0 | CuoioCappiano | \| Arbitro: \| Ruini (Reggio Emilia) \| |
| Arbitro:                              | Ruini (Reggio Emilia) |       |               |                                         |

| 17 agosto 2005, ore 20:30 1ª giornata | Castelnuovo        | 0 – 0 | Prato | \| Arbitro: \| Velotto (Grosseto) \| |
| Arbitro:                              | Velotto (Grosseto) |       |       |                                      |

| 17 agosto 2005, ore 20:30 1ª giornata | Sansovino          | 1 – 1 | Montevarchi | \| Arbitro: \| Chiocchi (Foligno) \| |
| Arbitro:                              | Chiocchi (Foligno) |       |             |                                      |

| 21 agosto 2005, ore 20:45 2ª giornata | CuoioCappiano       | 1 – 1 | Sansovino | \| Arbitro: \| Barbirati (Ferrara) \| |
| Arbitro:                              | Barbirati (Ferrara) |       |           |                                       |

| 21 agosto 2005, ore 20:30 2ª giornata | Montevarchi     | 1 – 0 | Castelnuovo | \| Arbitro: \| Valeri (Roma 2) \| |
| Arbitro:                              | Valeri (Roma 2) |       |             |                                   |

| 21 agosto 2005, ore 17:00 2ª giornata | Prato           | 1 – 0 | Carrarese | \| Arbitro: \| Peruzzo (Schio) \| |
| Arbitro:                              | Peruzzo (Schio) |       |           |                                   |

| 24 agosto 2005, ore 20:30 3ª giornata | Carrarese         | 2 – 3 | Castelnuovo | \| Arbitro: \| D'Alessio (Forlì) \| |
| Arbitro:                              | D'Alessio (Forlì) |       |             |                                     |

| 24 agosto 2005, ore 20:30 3ª giornata | Montevarchi           | 0 – 0 | CuoioCappiano | \| Arbitro: \| Di Francesco (Teramo) \| |
| Arbitro:                              | Di Francesco (Teramo) |       |               |                                         |

| 24 agosto 2005, ore 20:30 3ª giornata | Sansovino                 | 3 – 0 | Prato | \| Arbitro: \| Pagano (Torre Annunziata) \| |
| Arbitro:                              | Pagano (Torre Annunziata) |       |       |                                             |

| 31 agosto 2005, ore 20:30 4ª giornata | Carrarese             | 1 – 1 | Montevarchi | \| Arbitro: \| Buonocore (Nichelino) \| |
| Arbitro:                              | Buonocore (Nichelino) |       |             |                                         |

| 31 agosto 2005, ore 17:00 4ª giornata | Castelnuovo      | 1 – 0 | Sansovino | \| Arbitro: \| Pinzani (Empoli) \| |
| Arbitro:                              | Pinzani (Empoli) |       |           |                                    |

| 31 agosto 2005, ore 15:00 4ª giornata | Prato           | 1 – 1 | CuoioCappiano | \| Arbitro: \| Pizzi (Saronno) \| |
| Arbitro:                              | Pizzi (Saronno) |       |               |                                   |

| 7 settembre 2005, ore 17:00 5ª giornata | CuoioCappiano      | 0 – 0 | Castelnuovo | \| Arbitro: \| Pecorelli (Arezzo) \| |
| Arbitro:                                | Pecorelli (Arezzo) |       |             |                                      |

| 7 settembre 2005, ore 17:00 5ª giornata | Montevarchi         | 2 – 1 | Prato | \| Arbitro: \| Benedetti (Viterbo) \| |
| Arbitro:                                | Benedetti (Viterbo) |       |       |                                       |

| 7 settembre 2005, ore 17:00 5ª giornata | Sansovino        | 1 – 0 | Carrarese | \| Arbitro: \| Passeri (Gubbio) \| |
| Arbitro:                                | Passeri (Gubbio) |       |           |                                    |

### Girone E
| Squadra    | P.ti | G | V | N | P | GF | GS | DR |
| ---------- | ---- | - | - | - | - | -- | -- | -- |
| 1. Foligno | 8    | 4 | 2 | 2 | 0 | 4  | 2  | +2 |
| 2. Gualdo  | 7    | 4 | 2 | 1 | 1 | 4  | 3  | +1 |
| 3. Ancona  | 4    | 4 | 0 | 4 | 0 | 4  | 4  | +0 |
| 4. Fermana | 3    | 4 | 0 | 3 | 1 | 3  | 4  | -1 |
| 5. Gubbio  | 2    | 4 | 0 | 2 | 2 | 1  | 3  | -2 |

| 17 agosto 2005, ore 17:30 1ª giornata | Ancona             | 2 – 2 | Gualdo | \| Arbitro: \| Marzaloni (Rimini) \| |
| Arbitro:                              | Marzaloni (Rimini) |       |        |                                      |

| 17 agosto 2005, ore 20:30 1ª giornata | Gubbio          | 0 – 1 | Foligno | \| Arbitro: \| Marrocco (Pisa) \| |
| Arbitro:                              | Marrocco (Pisa) |       |         |                                   |

| 21 agosto 2005, ore 17:00 2ª giornata | Foligno           | 1 – 1 | Fermana | \| Arbitro: \| Forconi (Aprilia) \| |
| Arbitro:                              | Forconi (Aprilia) |       |         |                                     |

| 21 agosto 2005, ore 17:00 2ª giornata | Gualdo       | 1 – 0 | Gubbio | \| Arbitro: \| Russo (Nola) \| |
| Arbitro:                              | Russo (Nola) |       |        |                                |

| 24 agosto 2005, ore 20:30 3ª giornata | Fermana           | 0 – 1 | Gualdo | \| Arbitro: \| Gentile (Termoli) \| |
| Arbitro:                              | Gentile (Termoli) |       |        |                                     |

| 24 agosto 2005, ore 20:30 3ª giornata | Gubbio           | 0 – 0 | Ancona | \| Arbitro: \| Rubino (Salerno) \| |
| Arbitro:                              | Rubino (Salerno) |       |        |                                    |

| 31 agosto 2005, ore 17:30 4ª giornata | Ancona             | 1 – 1 | Fermana | \| Arbitro: \| Calvarese (Teramo) \| |
| Arbitro:                              | Calvarese (Teramo) |       |         |                                      |

| 31 agosto 2005, ore 20:30 4ª giornata | Gualdo             | 0 – 1 | Foligno | \| Arbitro: \| Fugante (Macerata) \| |
| Arbitro:                              | Fugante (Macerata) |       |         |                                      |

| 7 settembre 2005, ore 20:30 5ª giornata | Fermana                             | 1 – 1 | Gubbio | \| Arbitro: \| Borracci (San Benedetto del Tronto) \| |
| Arbitro:                                | Borracci (San Benedetto del Tronto) |       |        |                                                       |

| 14 settembre 2005, ore 20:30 5ª giornata | Foligno            | 1 – 1 | Ancona | \| Arbitro: \| Baracani (Firenze) \| |
| Arbitro:                                 | Baracani (Firenze) |       |        |                                      |

### Girone F
| Squadra      | P.ti | G | V | N | P | GF | GS | DR |
| ------------ | ---- | - | - | - | - | -- | -- | -- |
| 1. Torres    | 10   | 4 | 3 | 1 | 0 | 5  | 2  | +3 |
| 2. Rieti     | 6    | 4 | 2 | 0 | 2 | 7  | 8  | -1 |
| 3. Latina    | 5    | 4 | 1 | 2 | 1 | 3  | 5  | -2 |
| 4. Olbia     | 4    | 4 | 1 | 1 | 2 | 4  | 4  | +0 |
| 5. Viterbese | 3    | 4 | 1 | 0 | 3 | 5  | 5  | +0 |

| 17 agosto 2005, ore 17:00 1ª giornata | Olbia                  | 2 – 0 | Viterbo | \| Arbitro: \| Nicodano Orso (Milano) \| |
| Arbitro:                              | Nicodano Orso (Milano) |       |         |                                          |

| 17 agosto 2005, ore 20:30 1ª giornata | Rieti              | 4 – 1 | Latina | \| Arbitro: \| Tozzi (Ostia Lido) \| |
| Arbitro:                              | Tozzi (Ostia Lido) |       |        |                                      |

| 21 agosto 2005, ore 17:00 2ª giornata | Latina                     | 0 – 0 | Olbia | \| Arbitro: \| La Mura (Nocera Inferiore) \| |
| Arbitro:                              | La Mura (Nocera Inferiore) |       |       |                                              |

| 21 agosto 2005, ore 17:00 2ª giornata | Viterbo             | 0 – 1 | Torres | \| Arbitro: \| Mannella (Avezzano) \| |
| Arbitro:                              | Mannella (Avezzano) |       |        |                                       |

| 24 agosto 2005, ore 17:00 3ª giornata | Olbia               | 1 – 2 | Rieti | \| Arbitro: \| Pierpaoli (Firenze) \| |
| Arbitro:                              | Pierpaoli (Firenze) |       |       |                                       |

| 24 agosto 2005, ore 17:00 3ª giornata | Torres               | 0 – 0 | Latina | \| Arbitro: \| Ferrandini (Sondrio) \| |
| Arbitro:                              | Ferrandini (Sondrio) |       |        |                                        |

| 31 agosto 2005, ore 17:00 4ª giornata | Latina           | 2 – 1 | Viterbo | \| Arbitro: \| Iannone (Napoli) \| |
| Arbitro:                              | Iannone (Napoli) |       |         |                                    |

| 31 agosto 2005, ore 16:00 4ª giornata | Rieti            | 1 – 2 | Torres | \| Arbitro: \| Passeri (Gubbio) \| |
| Arbitro:                              | Passeri (Gubbio) |       |        |                                    |

| 7 settembre 2005, ore 20:30 5ª giornata | Torres              | 2 – 1 | Olbia | \| Arbitro: \| Branciforte (Nuoro) \| |
| Arbitro:                                | Branciforte (Nuoro) |       |       |                                       |

| 7 settembre 2005, ore 17:00 5ª giornata | Viterbo             | 4 – 0 | Rieti | \| Arbitro: \| Italiani (L'Aquila) \| |
| Arbitro:                                | Italiani (L'Aquila) |       |       |                                       |

### Girone G
| Squadra       | P.ti | G | V | N | P | GF | GS | DR |
| ------------- | ---- | - | - | - | - | -- | -- | -- |
| 1. Foggia     | 8    | 4 | 2 | 2 | 0 | 8  | 2  | +6 |
| 2. Pro Vasto  | 7    | 4 | 2 | 1 | 1 | 6  | 8  | -2 |
| 3. Giulianova | 6    | 4 | 2 | 0 | 2 | 6  | 7  | -1 |
| 4. Melfi      | 4    | 4 | 1 | 1 | 2 | 8  | 6  | +2 |
| 5. Chieti     | 2    | 4 | 0 | 2 | 2 | 1  | 6  | -5 |

| 17 agosto 2005, ore 20:30 1ª giornata | Giulianova         | 2 – 0 | Chieti | \| Arbitro: \| Fugante (Macerata) \| |
| Arbitro:                              | Fugante (Macerata) |       |        |                                      |

| 17 agosto 2005, ore 17:00 1ª giornata | Melfi              | 1 – 2 | Foggia | \| Arbitro: \| Scoditti (Bologna) \| |
| Arbitro:                              | Scoditti (Bologna) |       |        |                                      |

| 21 agosto 2005, ore 18:00 2ª giornata | Chieti       | 0 – 0 | Melfi | \| Arbitro: \| Zega (Fermo) \| |
| Arbitro:                              | Zega (Fermo) |       |       |                                |

| 21 agosto 2005, ore 20:30 2ª giornata | Pro Vasto         | 1 – 0 | Giulianova | \| Arbitro: \| Stallone (Foggia) \| |
| Arbitro:                              | Stallone (Foggia) |       |            |                                     |

| 24 agosto 2005, ore 17:00 3ª giornata | Melfi                | 6 – 0 | Pro Vasto | \| Arbitro: \| Petroselli (Viterbo) \| |
| Arbitro:                              | Petroselli (Viterbo) |       |           |                                        |

| 24 agosto 2005, ore 17:00 3ª giornata | Foggia           | 0 – 0 | Chieti | \| Arbitro: \| Iannone (Napoli) \| |
| Arbitro:                              | Iannone (Napoli) |       |        |                                    |

| 31 agosto 2005, ore 20:30 4ª giornata | Pro Vasto         | 1 – 1 | Foggia | \| Arbitro: \| Celi (Campobasso) \| |
| Arbitro:                              | Celi (Campobasso) |       |        |                                     |

| 31 agosto 2005, ore 17:00 4ª giornata | Giulianova      | 4 – 1 | Melfi | \| Arbitro: \| Manna (Isernia) \| |
| Arbitro:                              | Manna (Isernia) |       |       |                                   |

| 7 settembre 2005, ore 17:00 5ª giornata | Chieti           | 1 – 4 | Pro Vasto | \| Arbitro: \| Bagalini (Fermo) \| |
| Arbitro:                                | Bagalini (Fermo) |       |           |                                    |

| 7 settembre 2005, ore 18:00 5ª giornata | Foggia                    | 5 – 0 | Giulianova | \| Arbitro: \| Pagano (Torre Annunziata) \| |
| Arbitro:                                | Pagano (Torre Annunziata) |       |            |                                             |

### Girone H
| Squadra            | P.ti | G | V | N | P | GF | GS | DR  |
| ------------------ | ---- | - | - | - | - | -- | -- | --- |
| 1. Gallipoli       | 12   | 4 | 4 | 0 | 0 | 12 | 1  | +11 |
| 2. Real Marcianise | 7    | 4 | 2 | 1 | 1 | 6  | 3  | +3  |
| 3. Nocerina        | 4    | 4 | 1 | 1 | 2 | 1  | 5  | -4  |
| 4. Taranto         | 3    | 4 | 1 | 0 | 3 | 3  | 8  | -5  |
| 5. Potenza         | 3    | 4 | 1 | 0 | 3 | 5  | 10 | -5  |

| 17 agosto 2005, ore 17:30 1ª giornata | Gallipoli     | 3 – 0 | Real Marcianise | \| Arbitro: \| Lupo (Matera) \| |
| Arbitro:                              | Lupo (Matera) |       |                 |                                 |

| 17 agosto 2005, ore 20:30 1ª giornata | Potenza               | 2 – 3 | Taranto | \| Arbitro: \| Guerriero (Catanzaro) \| |
| Arbitro:                              | Guerriero (Catanzaro) |       |         |                                         |

| 21 agosto 2005, ore 20:30 2ª giornata | Nocerina              | 0 – 3 a tavolino | Gallipoli | \| Arbitro: \| Paparazzo (Catanzaro) \| |
| Arbitro:                              | Paparazzo (Catanzaro) |                  |           |                                         |

| 21 agosto 2005, ore 17:00 2ª giornata | Real Marcianise      | 4 – 0 | Potenza | \| Arbitro: \| Palazzino (Ciampino) \| |
| Arbitro:                              | Palazzino (Ciampino) |       |         |                                        |

| 24 agosto 2005, ore 20:30 3ª giornata | Potenza             | 2 – 0 | Nocerina | \| Arbitro: \| Paolo Prato (Lecce) \| |
| Arbitro:                              | Paolo Prato (Lecce) |       |          |                                       |

| 24 agosto 2005, ore 17:00 3ª giornata | Taranto              | 0 – 2 | Real Marcianise | \| Arbitro: \| Taverna (Taurianova) \| |
| Arbitro:                              | Taverna (Taurianova) |       |                 |                                        |

| 31 agosto 2005, ore 20:30 4ª giornata | Gallipoli         | 3 – 1 | Potenza | \| Arbitro: \| Baratta (Salerno) \| |
| Arbitro:                              | Baratta (Salerno) |       |         |                                     |

| 31 agosto 2005, ore 20:30 4ª giornata | Nocerina        | 1 – 0 | Taranto | \| Arbitro: \| Lena (Ciampino) \| |
| Arbitro:                              | Lena (Ciampino) |       |         |                                   |

| 7 settembre 2005, ore 17:00 5ª giornata | Real Marcianise  | 0 – 0 | Nocerina | \| Arbitro: \| Giancola (Vasto) \| |
| Arbitro:                                | Giancola (Vasto) |       |          |                                    |

| 7 settembre 2005, ore 17:00 5ª giornata | Taranto                      | 0 – 3 | Gallipoli | \| Arbitro: \| Ferraioli (Nocera Inferiore) \| |
| Arbitro:                                | Ferraioli (Nocera Inferiore) |       |           |                                                |

### Girone I
| Squadra          | P.ti | G | V | N | P | GF | GS | DR  |
| ---------------- | ---- | - | - | - | - | -- | -- | --- |
| 1. Gela J.T.     | 15   | 5 | 5 | 0 | 0 | 9  | 2  | +7  |
| 2. Modica        | 12   | 5 | 4 | 0 | 1 | 16 | 2  | +14 |
| 3. Vigor Lamezia | 7    | 5 | 2 | 1 | 2 | 14 | 3  | +11 |
| 4. Igea Virtus   | 5    | 5 | 1 | 2 | 2 | 1  | 3  | -2  |
| 5. Rende         | 3    | 5 | 1 | 0 | 4 | 7  | 11 | -4  |
| 6. Vittoria      | 1    | 5 | 0 | 1 | 4 | 1  | 27 | -26 |

| 17 agosto 2005, ore 17:00 1ª giornata | Gela J.T.            | 2 – 1 | Modica | \| Arbitro: \| Cavarretta (Trapani) \| |
| Arbitro:                              | Cavarretta (Trapani) |       |        |                                        |

| 17 agosto 2005, ore 17:00 1ª giornata | Rende        | 6 – 0 | Vittoria | \| Arbitro: \| Zonno (Bari) \| |
| Arbitro:                              | Zonno (Bari) |       |          |                                |

| 17 agosto 2005, ore 17:00 1ª giornata | Vigor Lamezia                | 0 – 0 | Igea Virtus | \| Arbitro: \| Ferraioli (Nocera Inferiore) \| |
| Arbitro:                              | Ferraioli (Nocera Inferiore) |       |             |                                                |

| 21 agosto 2005, ore 20:30 2ª giornata | Igea Virtus     | 1 – 0 | Rende | \| Arbitro: \| Ballo (Trapani) \| |
| Arbitro:                              | Ballo (Trapani) |       |       |                                   |

| 21 agosto 2005, ore 17:00 2ª giornata | Modica             | 1 – 0 | Vigor Lamezia | \| Arbitro: \| Didato (Agrigento) \| |
| Arbitro:                              | Didato (Agrigento) |       |               |                                      |

| 14 settembre 2005, ore 17:00 2ª giornata | Vittoria        | 1 – 2 | Gela J.T. | \| Arbitro: \| Ballo (Trapani) \| |
| Arbitro:                                 | Ballo (Trapani) |       |           |                                   |

| 24 agosto 2005, ore 17:00 3ª giornata | Gela J.T.             | 2 – 0 | Igea Virtus | \| Arbitro: \| Guerriero (Catanzaro) \| |
| Arbitro:                              | Guerriero (Catanzaro) |       |             |                                         |

| 24 agosto 2005, ore 16:00 3ª giornata | Modica             | 7 – 0 | Vittoria | \| Arbitro: \| Morabito (Messina) \| |
| Arbitro:                              | Morabito (Messina) |       |          |                                      |

| 24 agosto 2005, ore 17:00 3ª giornata | Rende             | 1 – 2 | Vigor Lamezia | \| Arbitro: \| Baratta (Salerno) \| |
| Arbitro:                              | Baratta (Salerno) |       |               |                                     |

| 31 agosto 2005, ore 20:30 4ª giornata | Igea Virtus          | 0 – 1 | Modica | \| Arbitro: \| Taverna (Taurianova) \| |
| Arbitro:                              | Taverna (Taurianova) |       |        |                                        |

| 31 agosto 2005, ore 17:00 4ª giornata | Rende              | 0 – 2 | Gela J.T. | \| Arbitro: \| Musolino (Taranto) \| |
| Arbitro:                              | Musolino (Taranto) |       |           |                                      |

| 31 agosto 2005, ore 17:00 4ª giornata | Vigor Lamezia       | 12 – 0 | Vittoria | \| Arbitro: \| Barletta (Bernalda) \| |
| Arbitro:                              | Barletta (Bernalda) |        |          |                                       |

| 7 settembre 2005, ore 17:00 5ª giornata | Gela J.T.          | 1 – 0 | Vigor Lamezia | \| Arbitro: \| Tozzi (Ostia Lido) \| |
| Arbitro:                                | Tozzi (Ostia Lido) |       |               |                                      |

| 7 settembre 2005, ore 17:00 5ª giornata | Modica               | 6 – 0 | Rende | \| Arbitro: \| Palazzino (Ciampino) \| |
| Arbitro:                                | Palazzino (Ciampino) |       |       |                                        |

| 7 settembre 2005, ore 17:00 5ª giornata | Vittoria               | 0 – 0 | Igea Virtus | \| Arbitro: \| Liotta (Caltanissetta) \| |
| Arbitro:                                | Liotta (Caltanissetta) |       |             |                                          |

## Fase ad eliminazione diretta

### Qualificazioni ai sedicesimi di finale
| Squadra 1       | Totale | Squadra 2            | Andata     | Ritorno     |
| --------------- | ------ | -------------------- | ---------- | ----------- |
|                 |        |                      | 12.10.2005 | 19.10.2005  |
| Acireale        | 3 - 1  | Modica               | 3 - 0      | 0 - 1       |
| Ancona          | 1 - 4  | Ravenna              | 1 - 1      | 0 - 3       |
| Bassano Virtus  | 1 - 4  | Padova               | 0 - 2      | 1 - 2       |
| Castelnuovo     | 1 - 4  | Massese              | 1 - 3      | 0 - 1       |
| Cisco Roma      | 1 - 2  | Torres               | 0 - 0      | 1 - 2       |
| Foggia          | 3 - 3  | Giugliano            | 2 - 0      | 1 - 3       |
| Foligno         | 2 - 3  | Pistoiese            | 2 - 1      | 0 - 2       |
| Forlì           | 3 - 5  | Bellaria Igea Marina | 3 - 1      | 0 - 4       |
| Gallipoli       | 4 - 3  | Martina              | 1 - 0      | 3 - 3       |
| Gela J.T.       | 0 - 1  | Juve Stabia          | 0 - 0      | 0 - 1       |
| Giulianova      | 1 - 3  | Teramo               | 1 - 1      | 0 - 2       |
| Grosseto        | 2 - 3  | Latina               | 1 - 1      | 1 - 2       |
| Gualdo          | 2 - 3  | Lucchese             | 2 - 0      | 0 - 3 (dts) |
| Legnano         | 1 - 1  | Pro Patria           | 1 - 1      | 0 - 0       |
| Montichiari     | 2 - 2  | Lumezzane            | 0 - 1      | 2 - 1       |
| Monza           | 1 - 7  | Pro Vercelli         | 1 - 3      | 0 - 4       |
| Nocerina        | 0 - 2  | Manfredonia          | 0 - 0      | 0 - 2       |
| Pro Sesto       | 1 - 3  | Sanremese            | 1 - 1      | 0 - 2       |
| Pro Vasto       | 1 - 2  | Lanciano             | 1 - 1      | 0 - 1       |
| Real Marcianise | 6 - 1  | Sambenedettese       | 2 - 1      | 4 - 0       |
| Rieti           | 1 - 3  | San Marino           | 0 - 1      | 1 - 2       |
| Sangiovannese   | 3 - 1  | Montevarchi          | 0 - 1      | 3 - 0       |
| Sansovino       | 1 - 3  | Pisa                 | 0 - 0      | 1 - 3       |
| Sassuolo        | 3 - 5  | Pizzighettone        | 1 - 2      | 2 - 3 (dts) |
| Südtirol        | 3 - 2  | Cittadella           | 1 - 0      | 2 - 2       |
| Valenzana       | 3 - 2  | Novara               | 2 - 0      | 1 - 2       |
| Vigor Lamezia   | 1 - 0  | Cavese               | 0 - 0      | 1 - 0       |

#### andata
| 19 ottobre 2005, ore 15:00 | Acireale             | 3 – 0 | Modica | \| Arbitro: \| Cavarretta (Trapani) \| |
| Arbitro:                   | Cavarretta (Trapani) |       |        |                                        |

| 12 ottobre 2005, ore 15:00 | Ancona          | 1 – 1 | Ravenna | \| Arbitro: \| Manna (Isernia) \| |
| Arbitro:                   | Manna (Isernia) |       |         |                                   |

| 12 ottobre 2005, ore 20:30 | Bassano Virtus                 | 0 – 2 | Padova | \| Arbitro: \| Corletto (Castelfranco Veneto) \| |
| Arbitro:                   | Corletto (Castelfranco Veneto) |       |        |                                                  |

| 12 ottobre 2005, ore 15:00 | Castelnuovo         | 1 – 3 | Massese | \| Arbitro: \| Stefanini (Livorno) \| |
| Arbitro:                   | Stefanini (Livorno) |       |         |                                       |

| 12 ottobre 2005, ore 15:00 | Cisco Roma         | 0 – 0 | Torres | \| Arbitro: \| Didato (Agrigento) \| |
| Arbitro:                   | Didato (Agrigento) |       |        |                                      |

| 12 ottobre 2005, ore 15:00 | Foggia              | 2 – 0 | Giugliano | \| Arbitro: \| Paolo Prato (Lecce) \| |
| Arbitro:                   | Paolo Prato (Lecce) |       |           |                                       |

| 13 ottobre 2005, ore 15:00 | Foligno               | 2 – 1 | Pistoiese | \| Arbitro: \| Di Francesco (Teramo) \| |
| Arbitro:                   | Di Francesco (Teramo) |       |           |                                         |

| 12 ottobre 2005, ore 20:30 | Forlì                 | 3 – 1 | Bellaria Igea Marina | \| Arbitro: \| Ruini (Reggio Emilia) \| |
| Arbitro:                   | Ruini (Reggio Emilia) |       |                      |                                         |

| 12 ottobre 2005, ore 15:00 | Gallipoli    | 1 – 0 | Martina | \| Arbitro: \| Zonno (Bari) \| |
| Arbitro:                   | Zonno (Bari) |       |         |                                |

| 12 ottobre 2005, ore 14:30 | Gela                  | 0 – 0 | Juve Stabia | \| Arbitro: \| Paparazzo (Catanzaro) \| |
| Arbitro:                   | Paparazzo (Catanzaro) |       |             |                                         |

| 12 ottobre 2005, ore 20:45 | Giulianova          | 1 – 1 | Teramo | \| Arbitro: \| Mannella (Avezzano) \| |
| Arbitro:                   | Mannella (Avezzano) |       |        |                                       |

| 12 ottobre 2005, ore 18:00 | Grosseto         | 1 – 1 | Latina | \| Arbitro: \| Passeri (Gubbio) \| |
| Arbitro:                   | Passeri (Gubbio) |       |        |                                    |

| 12 ottobre 2005, ore 15:00 | Gualdo       | 2 – 0 | Lucchese | \| Arbitro: \| Zega (Fermo) \| |
| Arbitro:                   | Zega (Fermo) |       |          |                                |

| 12 ottobre 2005, ore 20:30 | Legnano                      | 1 – 1 | Pro Patria | \| Arbitro: \| Manera (Castelfranco Veneto) \| |
| Arbitro:                   | Manera (Castelfranco Veneto) |       |            |                                                |

| 12 ottobre 2005, ore 20:30 | Montichiari                       | 0 – 1 | Lumezzane | \| Arbitro: \| Candussio (Cervignano del Friuli) \| |
| Arbitro:                   | Candussio (Cervignano del Friuli) |       |           |                                                     |

| 12 ottobre 2005, ore 15:00 | Monza               | 1 – 3 | Pro Vercelli | \| Arbitro: \| Branciforte (Nuoro) \| |
| Arbitro:                   | Branciforte (Nuoro) |       |              |                                       |

| 12 ottobre 2005, ore 15:00 | Nocerina             | 0 – 0 | Manfredonia | \| Arbitro: \| Petroselli (Viterbo) \| |
| Arbitro:                   | Petroselli (Viterbo) |       |             |                                        |

| 12 ottobre 2005, ore 15:00 | Pro Sesto             | 1 – 1 | Sanremese | \| Arbitro: \| Buonocore (Nichelino) \| |
| Arbitro:                   | Buonocore (Nichelino) |       |           |                                         |

| 12 ottobre 2005, ore 20:30 | Pro Vasto          | 1 – 1 | Lanciano | \| Arbitro: \| Calvarese (Teramo) \| |
| Arbitro:                   | Calvarese (Teramo) |       |          |                                      |

| 12 ottobre 2005, ore 15:00 | Real Marcianise    | 2 – 1 | Sambenedettese | \| Arbitro: \| Tozzi (Ostia Lido) \| |
| Arbitro:                   | Tozzi (Ostia Lido) |       |                |                                      |

| 19 ottobre 2005, ore 16:00 | Rieti                      | 0 – 1 | San Marino | \| Arbitro: \| La Mura (Nocera Inferiore) \| |
| Arbitro:                   | La Mura (Nocera Inferiore) |       |            |                                              |

| 12 ottobre 2005, ore 20:45 | Sangiovannese      | 0 – 1 | Montevarchi | \| Arbitro: \| Marzaloni (Rimini) \| |
| Arbitro:                   | Marzaloni (Rimini) |       |             |                                      |

| 12 ottobre 2005, ore 20:30 | Sansovino          | 0 – 0 | Pisa | \| Arbitro: \| Baracani (Firenze) \| |
| Arbitro:                   | Baracani (Firenze) |       |      |                                      |

| 12 ottobre 2005, ore 15:00 | Sassuolo                        | 1 – 2 | Pizzighettone | \| Arbitro: \| Andolfatto (Bassano del Grappa) \| |
| Arbitro:                   | Andolfatto (Bassano del Grappa) |       |               |                                                   |

| 12 ottobre 2005, ore 20:30 | Südtirol           | 1 – 0 | Cittadella | \| Arbitro: \| Grazioli (Maniago) \| |
| Arbitro:                   | Grazioli (Maniago) |       |            |                                      |

| 12 ottobre 2005, ore 15:00 | Valenzana        | 2 – 0 | Novara | \| Arbitro: \| Zanchin (Biella) \| |
| Arbitro:                   | Zanchin (Biella) |       |        |                                    |

| 12 ottobre 2005, ore 15:00 | Vigor Lamezia   | 0 – 0 | Cavese | \| Arbitro: \| Ballo (Trapani) \| |
| Arbitro:                   | Ballo (Trapani) |       |        |                                   |

#### ritorno
| 27 ottobre 2005, ore 15:00 | Modica             | 1 – 0 | Acireale | \| Arbitro: \| Morabito (Messina) \| |
| Arbitro:                   | Morabito (Messina) |       |          |                                      |

| 19 ottobre 2005, ore 18:00 | Ravenna                | 3 – 0 | Ancona | \| Arbitro: \| Liotta (Caltanissetta) \| |
| Arbitro:                   | Liotta (Caltanissetta) |       |        |                                          |

| 19 ottobre 2005, ore 15:00 | Padova            | 2 – 1 | Bassano Virtus | \| Arbitro: \| Vivenzi (Brescia) \| |
| Arbitro:                   | Vivenzi (Brescia) |       |                |                                     |

| 1º novembre 2005, ore 15:00 | Massese            | 1 – 0 | Castelnuovo | \| Arbitro: \| Pecorelli (Arezzo) \| |
| Arbitro:                    | Pecorelli (Arezzo) |       |             |                                      |

| 19 ottobre 2005, ore 15:00 | Torres              | 2 – 1 | Cisco Roma | \| Arbitro: \| Beretta (Treviglio) \| |
| Arbitro:                   | Beretta (Treviglio) |       |            |                                       |

| 19 ottobre 2005, ore 15:00 | Giugliano            | 3 – 1 | Foggia | \| Arbitro: \| Palazzino (Ciampino) \| |
| Arbitro:                   | Palazzino (Ciampino) |       |        |                                        |

| 19 ottobre 2005, ore 15:00 | Pistoiese   | 2 – 0 | Foligno | \| Arbitro: \| Bo (Genova) \| |
| Arbitro:                   | Bo (Genova) |       |         |                               |

| 19 ottobre 2005, ore 15:00 | Bellaria Igea Marina    | 4 – 0 | Forlì | \| Arbitro: \| Zanzi (Lugo di Romagna) \| |
| Arbitro:                   | Zanzi (Lugo di Romagna) |       |       |                                           |

| 26 ottobre 2005, ore 15:00 | Martina       | 3 – 3 | Gallipoli | \| Arbitro: \| Lupo (Matera) \| |
| Arbitro:                   | Lupo (Matera) |       |           |                                 |

| 20 ottobre 2005, ore 20:00 | Juve Stabia     | 1 – 0 | Gela | \| Arbitro: \| Valeri (Roma 2) \| |
| Arbitro:                   | Valeri (Roma 2) |       |      |                                   |

| 19 ottobre 2005, ore 20:30 | Teramo              | 2 – 0 | Giulianova | \| Arbitro: \| Benedetti (Viterbo) \| |
| Arbitro:                   | Benedetti (Viterbo) |       |            |                                       |

| 19 ottobre 2005, ore 15:00 | Latina                              | 2 – 1 | Grosseto | \| Arbitro: \| Borracci (San Benedetto del Tronto) \| |
| Arbitro:                   | Borracci (San Benedetto del Tronto) |       |          |                                                       |

| 19 ottobre 2005, ore 16:00 | Lucchese     | 3 – 0 (d.t.s.) | Gualdo | \| Arbitro: \| Meli (Parma) \| |
| Arbitro:                   | Meli (Parma) |                |        |                                |

| 26 ottobre 2005, ore 20:30 | Pro Patria      | 0 – 0 | Legnano | \| Arbitro: \| Peruzzo (Schio) \| |
| Arbitro:                   | Peruzzo (Schio) |       |         |                                   |

| 19 ottobre 2005, ore 20:30 | Lumezzane       | 1 – 2 | Montichiari | \| Arbitro: \| Pizzi (Saronno) \| |
| Arbitro:                   | Pizzi (Saronno) |       |             |                                   |

| 19 ottobre 2005, ore 15:00 | Pro Vercelli        | 4 – 0 | Monza | \| Arbitro: \| Zanichelli (Genova) \| |
| Arbitro:                   | Zanichelli (Genova) |       |       |                                       |

| 19 ottobre 2005, ore 20:30 | Manfredonia        | 2 – 0 | Nocerina | \| Arbitro: \| Fugante (Macerata) \| |
| Arbitro:                   | Fugante (Macerata) |       |          |                                      |

| 26 ottobre 2005, ore 15:00 | Sanremese              | 2 – 0 | Pro Sesto | \| Arbitro: \| Gallione (Alessandria) \| |
| Arbitro:                   | Gallione (Alessandria) |       |           |                                          |

| 19 ottobre 2005, ore 20:30 | Lanciano            | 1 – 0 | Pro Vasto | \| Arbitro: \| Italiani (L'Aquila) \| |
| Arbitro:                   | Italiani (L'Aquila) |       |           |                                       |

| 19 ottobre 2005, ore 15:00 | Sambenedettese   | 0 – 4 | Real Marcianise | \| Arbitro: \| Giancola (Vasto) \| |
| Arbitro:                   | Giancola (Vasto) |       |                 |                                    |

| 26 ottobre 2005, ore 15:00 | San Marino   | 2 – 1 | Rieti | \| Arbitro: \| Zega (Fermo) \| |
| Arbitro:                   | Zega (Fermo) |       |       |                                |

| 27 ottobre 2005, ore 20:45 | Montevarchi      | 0 – 3 | Sangiovannese | \| Arbitro: \| Pinzani (Empoli) \| |
| Arbitro:                   | Pinzani (Empoli) |       |               |                                    |

| 19 ottobre 2005, ore 15:00 | Pisa                | 3 – 1 | Sansovino | \| Arbitro: \| Stefanini (Livorno) \| |
| Arbitro:                   | Stefanini (Livorno) |       |           |                                       |

| 19 ottobre 2005, ore 15:00 | Pizzighettone   | 3 – 2 (d.t.s.) | Sassuolo | \| Arbitro: \| De Toni (Schio) \| |
| Arbitro:                   | De Toni (Schio) |                |          |                                   |

| 19 ottobre 2005, ore 15:00 | Cittadella       | 2 – 2 | Südtirol | \| Arbitro: \| Bagalini (Fermo) \| |
| Arbitro:                   | Bagalini (Fermo) |       |          |                                    |

| 19 ottobre 2005, ore 15:00 | Novara            | 2 – 1 | Valenzana | \| Arbitro: \| Nicodamo (Milano) \| |
| Arbitro:                   | Nicodamo (Milano) |       |           |                                     |

| 19 ottobre 2005, ore 15:00 | Cavese             | 0 – 1 | Vigor Lamezia | \| Arbitro: \| Musolino (Taranto) \| |
| Arbitro:                   | Musolino (Taranto) |       |               |                                      |

### Sedicesimi di finale
| Squadra 1            | Totale | Squadra 2     | Andata     | Ritorno     |
| -------------------- | ------ | ------------- | ---------- | ----------- |
|                      |        |               | 09.11.2005 | 23.11.2005  |
| Acireale             | 0 - 5  | Juve Stabia   | 0 - 3      | 0 - 2       |
| Bellaria Igea Marina | 3 - 1  | Pizzighettone | 2 - 0      | 1 - 1       |
| Gallipoli            | 2 - 0  | Vigor Lamezia | 1 - 0      | 1 - 0       |
| Genoa                | 5 - 3  | Pisa          | 2 - 1      | 3 - 2       |
| Latina               | 3 - 3  | Pistoiese     | 1 - 1      | 2 - 2       |
| Massese              | 0 - 4  | Sangiovannese | 0 - 1      | 0 - 3       |
| Montichiari          | 1 - 3  | Sanremese     | 1 - 2      | 0 - 1       |
| Napoli               | 5 - 1  | Foggia        | 3 - 1      | 2 - 0       |
| Padova               | 4 - 5  | Südtirol      | 1 - 4      | 3 - 1       |
| Pro Vercelli         | 1 - 3  | Pro Patria    | 0 - 1      | 1 - 2       |
| Ravenna              | 3 - 2  | San Marino    | 2 - 1      | 1 - 1       |
| Real Marcianise      | 3 - 0  | Lanciano      | 2 - 0      | 1 - 0       |
| Torres               | 2 - 4  | Frosinone     | 1 - 1      | 1 - 3       |
| Spezia               | 3 - 4  | Lucchese      | 1 - 1      | 2 - 3       |
| Teramo               | 3 - 2  | Manfredonia   | 1 - 1      | 2 - 1 (dts) |
| Valenzana            | 4 - 1  | Pavia         | 2 - 0      | 2 - 1       |

### Ottavi di finale
| Squadra 1     | Totale | Squadra 2            | Andata     | Ritorno    |
| ------------- | ------ | -------------------- | ---------- | ---------- |
|               |        |                      | 08.12.2005 | 18.01.2006 |
| Frosinone     | 7 - 3  | Real Marcianise      | 4 - 0      | 3 - 3      |
| Gallipoli     | 3 - 2  | Juve Stabia          | 2 - 0      | 1 - 2      |
| Genoa         | 1 - 4  | Ravenna              | 1 - 4      | 0 - 0      |
| Lucchese      | 2 - 1  | Latina               | 2 - 0      | 0 - 1      |
| Teramo        | 4 - 3  | Napoli               | 3 - 1      | 1 - 2      |
| Sangiovannese | 3 - 2  | Bellaria Igea Marina | 3 - 1      | 0 - 1      |
| Südtirol      | 3 - 4  | Sanremese            | 2 - 3      | 1 - 1      |
| Valenzana     | 0 - 6  | Pro Patria           | 0 - 4      | 0 - 2      |

### Quarti di finale
| Squadra 1     | Totale | Squadra 2  | Andata     | Ritorno    |
| ------------- | ------ | ---------- | ---------- | ---------- |
|               |        |            | 08.02.2006 | 22.02.2006 |
| Gallipoli     | 3 - 2  | Teramo     | 3 - 1      | 0 - 1      |
| Lucchese      | 1 - 2  | Sanremese  | 1 - 2      | 0 - 0      |
| Ravenna       | 2 - 4  | Frosinone  | 0 - 1      | 2 - 3      |
| Sangiovannese | 2 - 3  | Pro Patria | 2 - 1      | 0 - 2      |

### Semifinali
| Squadra 1  | Totale | Squadra 2 | Andata     | Ritorno    |
| ---------- | ------ | --------- | ---------- | ---------- |
|            |        |           | 08.03.2006 | 22.03.2006 |
| Gallipoli  | 2 - 1  | Frosinone | 2 - 0      | 0 - 1      |
| Pro Patria | 1 - 2  | Sanremese | 0 - 1      | 1 - 1      |

### Finale
| Squadra 1 | Totale | Squadra 2 | Andata     | Ritorno    |
| --------- | ------ | --------- | ---------- | ---------- |
|           |        |           | 06.04.2006 | 20.04.2006 |
| Gallipoli | 2 - 2  | Sanremese | 1 - 0      | 1 - 2      |

| Arbitro: | Velotto (Grosseto) |

|                    |           |  |
| Castillo 6’ (rig.) | Marcatori |  |

| Arbitro: | Iannone (Napoli) |

|                                 |           |                     |
| Federici 20’ (rig.) Miniero 80’ | Marcatori | Castillo 30’ (rig.) |

### Tabellini finale

#### Andata
Gallipoli: Negro, Raimondi, Minadeo, Cavola, Nigro, Capece (46' Polo), Ciccarese  
, Mele, Carrozza (73' Esposito), Castillo, Innocenti . All. Auteri.
Sanremese: Brichetto , Maddè , Peruzzi, Feliciello, Cassaro, Paonessa, Papa (87' Neri), Lodi, Giannascoli, Mosciaro  (90' Florian), Federici (85' Minieri). All. G. Musella.

#### Ritorno
Sanremese: Brichetto, Maddè, Peruzzi, Feliciello, Cassaro , Paonessa  (84' Pettinà), Cersosimo  (83' Lodi), Papa, Giannascoli, Federici (73' Minieri), Espinal. All. G. Musella.
Gallipoli: Negro, Raimondi, Minadeo, Turone, Nigro, Capece (84' Di Pietro), Iennaco , Mele (73' Esposito), Pagana (73' Clemente), Castillo, Innocenti. All. Auteri.